# Igreja de São Pedro (Leiria)
A Igreja de São Pedro ou Capela de São Pedro situa-se perto do castelo de Leiria, na cidade de Leiria, distrito de mesmo nome, em Portugal.
A Igreja de São Pedro está classificada como Monumento Nacional desde 1910.

## História
A atual Igreja de São Pedro começou a ser construída nos últimos anos do século XII, sendo referida pela primeira vez em documentos de 1200 relacionados a uma disputa entre o bispo de Coimbra e o Mosteiro de Santa Cruz sobre o domínio eclesiástico da cidade. A conclusão dos trabalhos deve haver ocorrido nas primeiras décadas do século XIII.
Leiria foi designada sede de bispado em 1545, e por um curto período de tempo a igreja de São Pedro serviu como catedral da cidade até a conclusão da atual Sé de Leiria, em 1574. O templo serviu de igreja paroquial e, no Séc XVIII, foram desmembradas várias paróquias da sua colegiada, ocorrendo o golpe final a 28 de Dezembro de 1713, com a ereção da freguesia dos Pousos para onde foi transferia a paroquialidade de S.Pedro. Após o falecimento do bispo D. João Inácio da Fonseca Manso, em 1834, chegou a ser usado como teatro, celeiro e até prisão. Em 1910 foi designada Monumento Nacional e em 1933 restaurada pelo DGEMN.

## Características
De estilo românico, foi construída em calcário e alvenaria entre os séculos XII e XIII e é a única das igrejas românicas de Leiria que ainda existe. Apesar de algumas alterações e do desgaste que sofreu com o tempo, a igreja ainda possui a fachada e a abside românicos originais. De maneira geral, São Pedro de Leiria mostra influências da arte românica de Coimbra e Lisboa, especialmente da primeira.
A fachada principal possui um portal de calcário inserido num corpo saliente (alfiz) típico de muitas igrejas portuguesas medievais. A cornija na parte superior do corpo saliente possui uma série de modilhões com figuras de animais como em várias igrejas de Coimbra. O portal principal possui várias arquivoltas de volta perfeita; a parte mais externa do portal é decorada com um friso vegetalista. Já as arquivoltas do portal possuem pequenas figuras escultóricas apoiando-se sobre as arquivoltas. Apenas suas mãos, torsos e cabeças são visíveis. Muitas destas figuras estão já muito erodidas mas revelam terem sido executadas por um escultor muito competente. Estes misteriosos personagens podem representar pecadores que buscam chegar à parte celestial do conjunto escultório, neste caso o tímpano, que infelizmente se perdeu. Este tipo de decoração é pouco comum em Portugal mas muito frequente na arte anglo-normanda., revelando a possível influência de comunidades de britânicos estabelecidas na região após a Conquista de Lisboa, em 1147.
O interior, que sofreu muitas reformas ao longo do tempo, é simples e sóbrio. A cabeceira possui uma capela-mor e dois absidíolos, todos cobertos por abóbadas. Apesar da cabeceira tripartida, a nave é única, o que é muito incomum em Portugal. A decoração escultória dos capitéis das capelas indicam a influência de Coimbra, mas alguns também mostram influência de Lisboa.

## Galeria de imagens

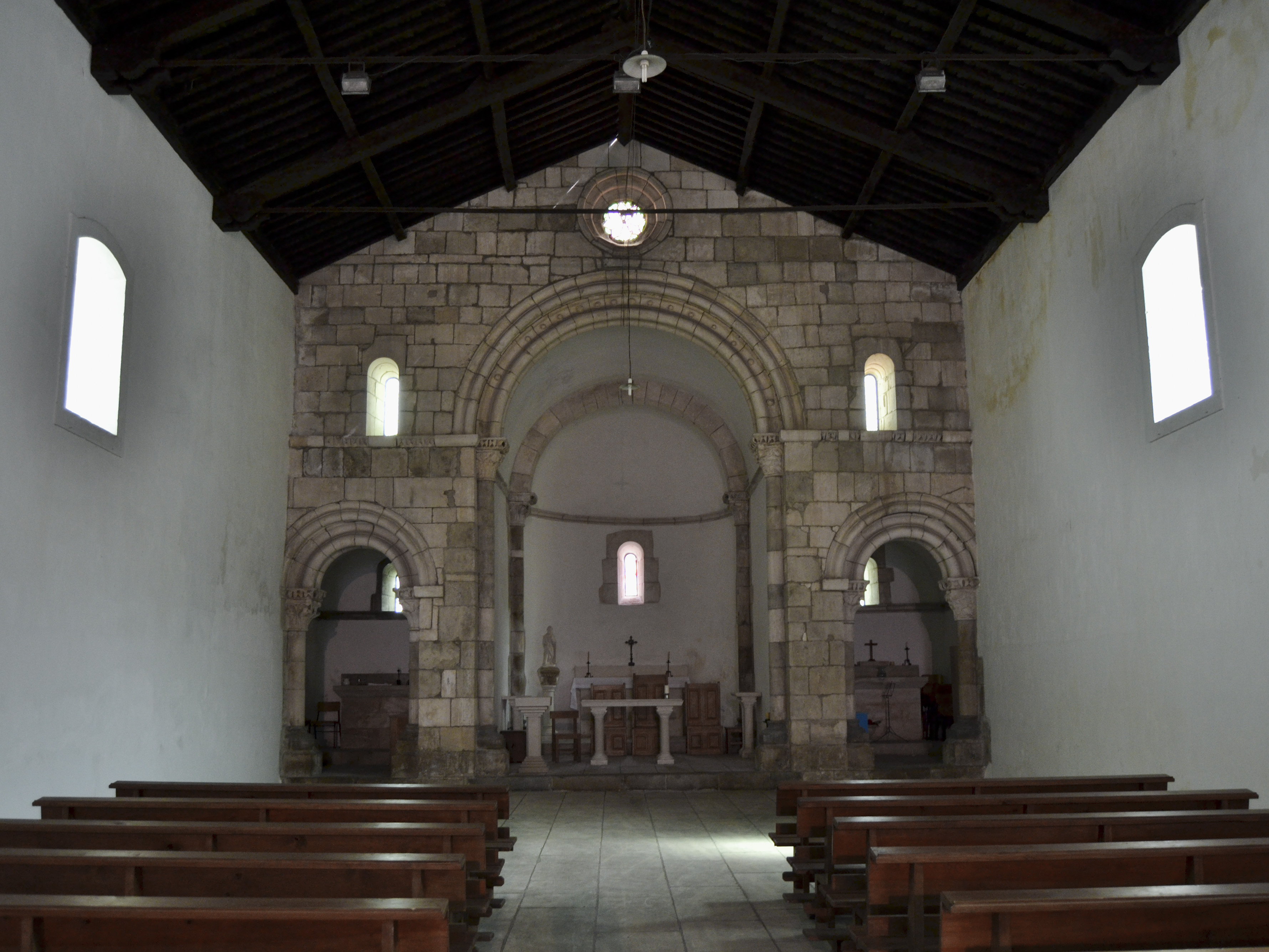
Vista interior
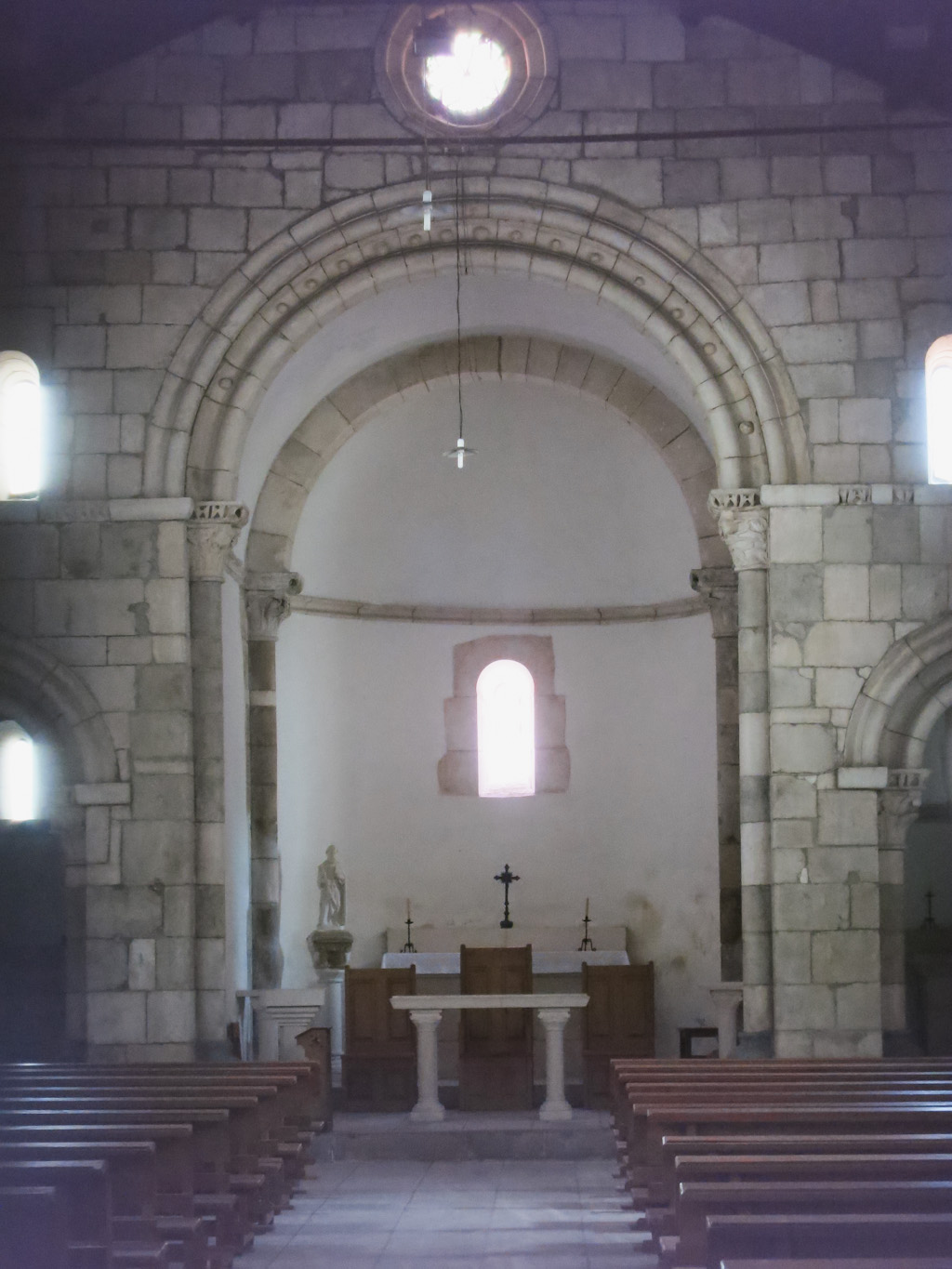
Vista interior
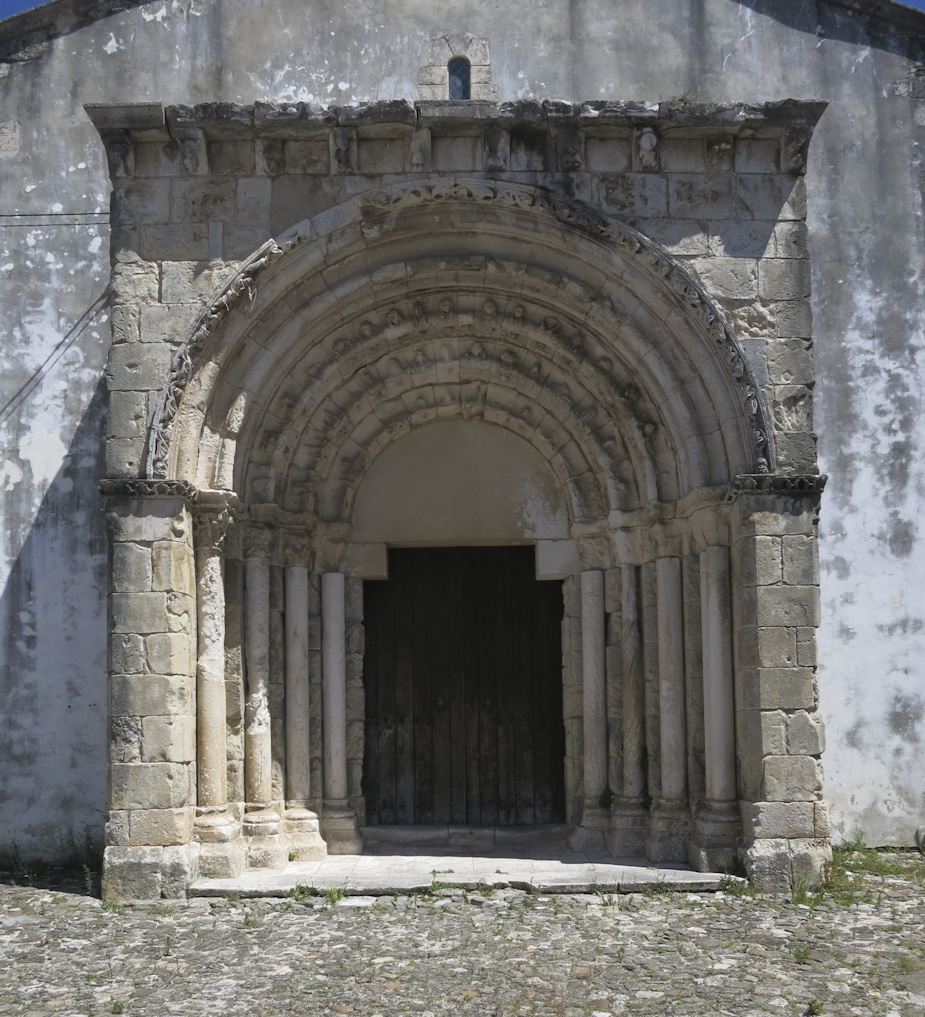
Portal
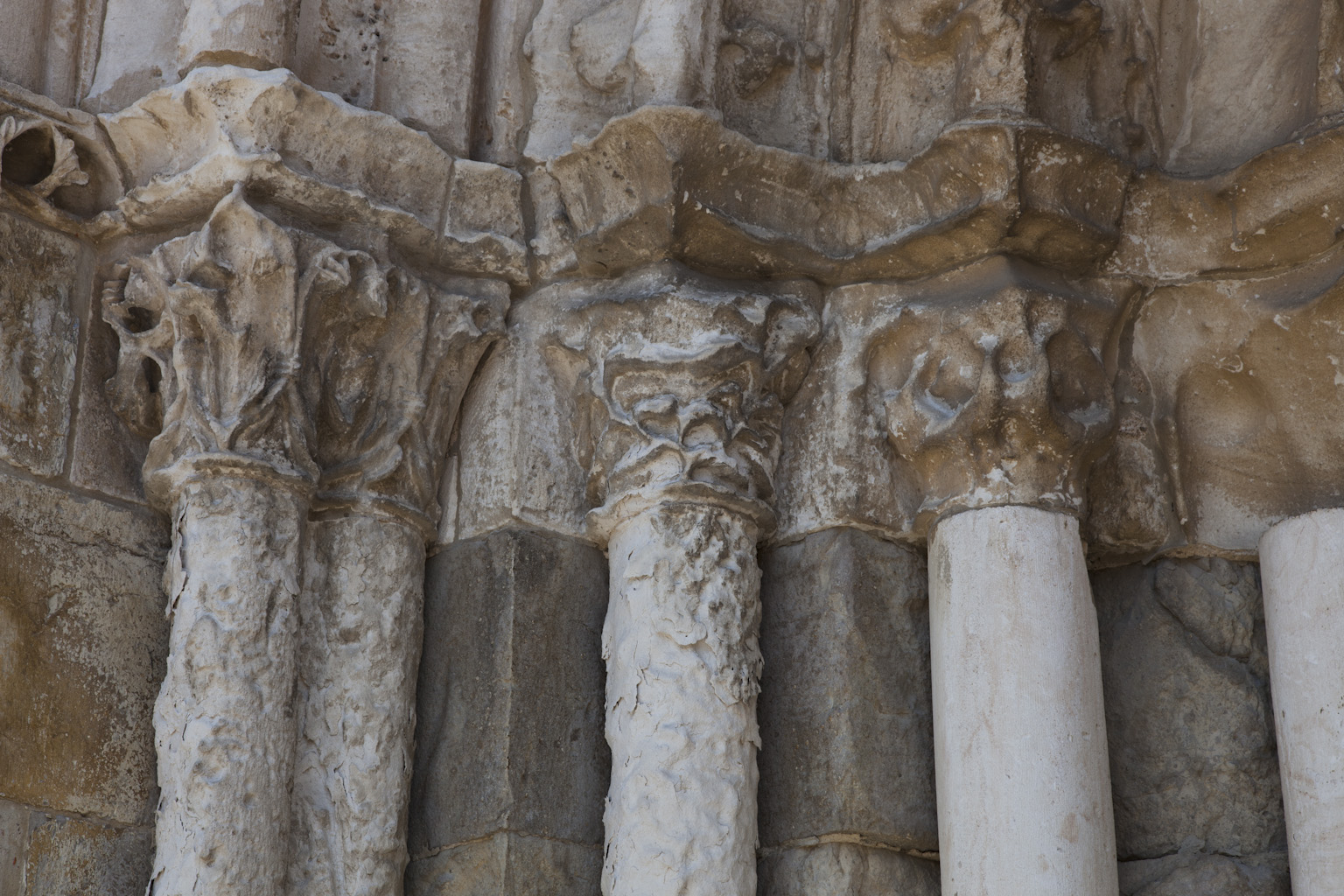
Capitéis do portal
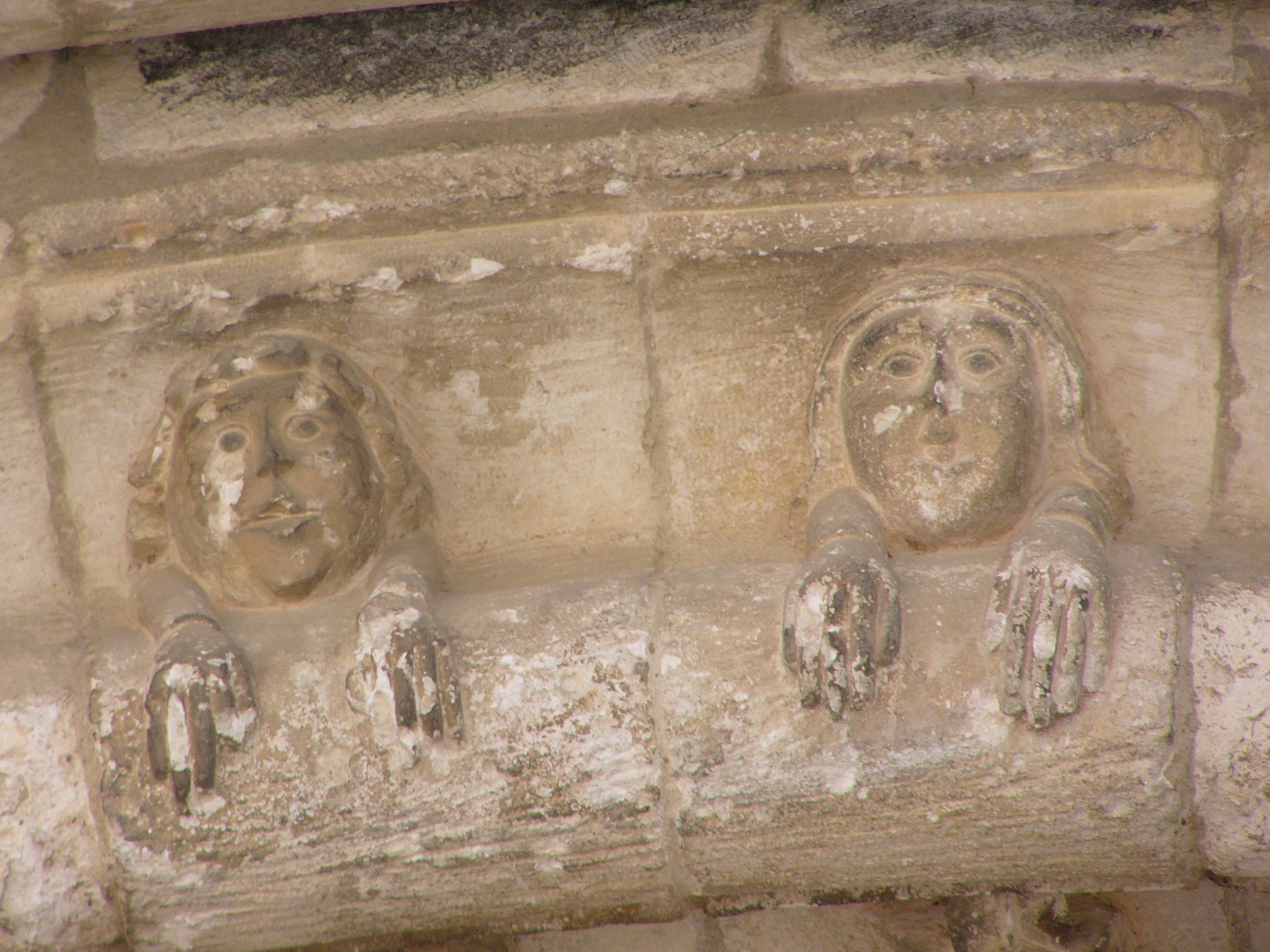
Detalhe do portal mostrando figuras românicas
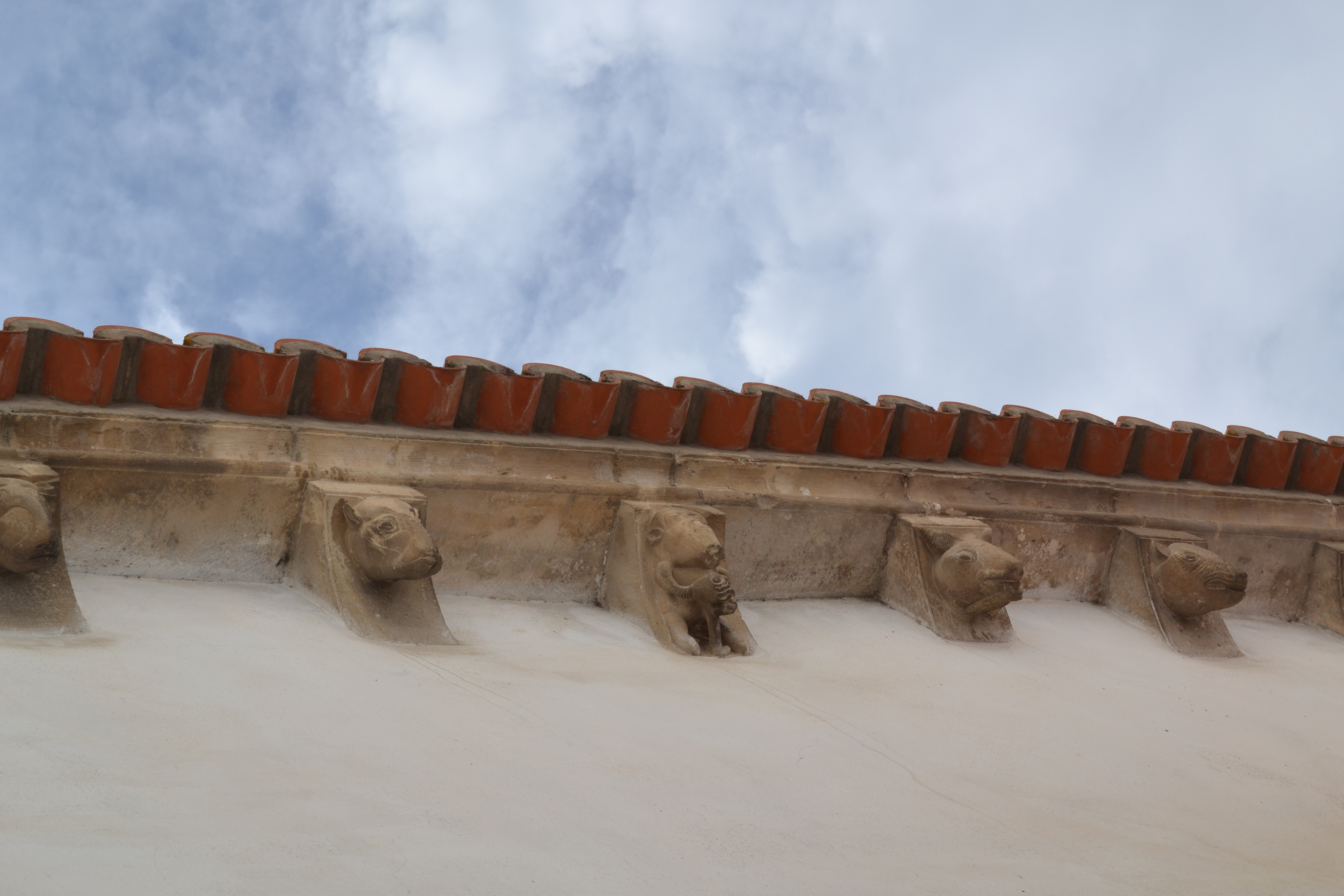
Detalhe do exterior mostrando figuras românicas
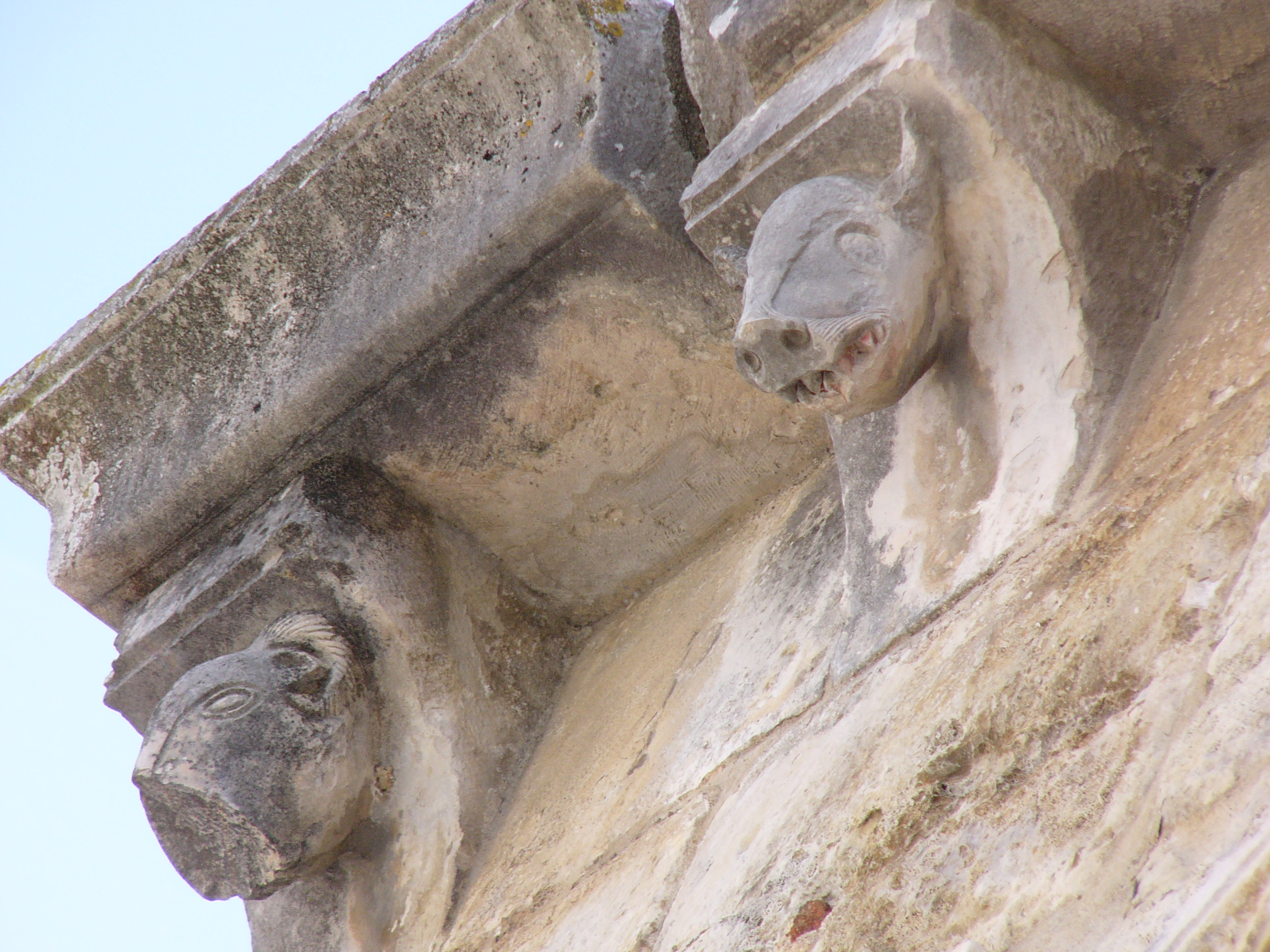
Detalhe do exterior mostrando figuras românicas